# Alticorpus mentale
Alticorpus mentale е вид лъчеперка от семейство Цихлиди (Cichlidae). Видът е незастрашен от изчезване.

## Разпространение и местообитание
Разпространен е в Малави.
Среща се на дълбочина от 18 до 150 m.

## Описание
На дължина достигат до 20,1 cm.